# Veine petite saphène
Ne doit pas être confondu avec veine grande saphène.
La veine petite saphène (ou veine saphène externe) est une veine du réseau superficiel du membre inférieur située sur la partie latérale du pied et la face postérieure de la jambe.

## Origine
La veine petite saphène est le prolongement de la veine marginale latérale du pied. en arrière de la malléole latérale.

## Trajet
La veine petite saphène remonte le long du bord latéral du tendon calcanéen, puis passe dans le milieu de la face postérieure de la jambe entre les deux chefs du muscle gastrocnémien.
Elle chemine au dessus du fascia crural jusqu'à la partie moyenne de la jambe puis dans un dédoublement de ce fascia jusqu'à l'interligne de l'articulation du genou.
A cet endroit elle décrit une crosse à concavité antérieure, en dedans du nerf tibial et de l'origine du nerf cutané sural médial, pour perforer le fascia poplité et rejoint la face postérieure de la veine poplitée.

## Affluents
La veine petite saphène reçoit des veines plantaires, des veines superficielles de la face postérieure de la jambe et du creux poplité.

## Anastomoses
La veine petite saphène s'anastomose avec la veine grande saphène par la veine saphène accessoire.
Par les veines perforantes, elle s'anastomose avec les veines profondes de la jambe.

## Structure
La veine petite saphène présente neuf à douze valvules dont une ostiale constante.

## Aspect clinique
La veine petite saphène peut devenir variqueuse.
La petite veine saphène peut être prélevée pour être transplantée ailleurs dans le corps, pour un pontage coronarien par exemple . 